# Ami Campiche
Pour les articles homonymes, voir Campiche.
Ami Campiche, né le 4 avril 1846 à la Chaux et mort le 13 février 1911 à Lausanne, est un inspecteur des fabriques et personnalité politique vaudois, membre du Parti radical-démocratique.

## Biographie
Originaire de Sainte-Croix, Ami Campiche, après avoir suivi des études à l'école normale de 1861 à 1864, devient maître de français à Mayence avant de rentrer travailler à Sainte-Croix comme agriculteur et fabricant de boîtes à musique puis d'être nommé inspecteur fédéral des fabriques en 1891 ce qui en fait le responsable de la santé et de la sécurité de 48 000 ouvriers de Suisse romande, de Berne et du Tessin. 
Élu en 1891 conseiller municipal à Sainte-Croix dès 1890, puis député radical au Grand Conseil (1882-1911, président en 1891), Ami Campiche intervient surtout dans les domaines ecclésiastique et scolaire. Conseiller national (1886-1891), il démissionne quand il est nommé inspecteur fédéral des fabriques (1891-1910). Il demeure à Lausanne, tout en restant député de Sainte-Croix. 
Actif dans la construction du chemin de fer Yverdon-Sainte-Croix, Ami Campiche est l'un des initiateurs de l'école mécanique de sa commune, où il contribue au redémarrage de l'horlogerie à la fin du XIXe s.

## Sources
- « Ami Campiche », sur la base de données des personnalités vaudoises sur la plateforme « Patrinum » de la Bibliothèque cantonale et universitaire de Lausanne.
- Gilbert Marion, « Ami Campiche » dans le Dictionnaire historique de la Suisse en ligne.
- photographie Boissonnas, Genève Patrie suisse, 1911, no 455, p. 59